# Кочержиновка
Кочержи́новка (каз. Кочержинов) — село у складі Денисовського району Костанайської області Казахстану. Входить до складу Красноармійського сільського округу.
Населення —  (2021; 179 у 2009, 260 у 1999,  у 1989).